# The Night Bell
The Night Bell è un cortometraggio muto del 1914 diretto da Frank Wilson.

## Trama
Un ladro deruba un medico, giungendo quasi a provocare la morte di sua moglie.

## Produzione
Il film fu prodotto dalla Hepworth.

## Distribuzione
Distribuito dalla Hepworth, il film - un cortometraggio in una bobina - uscì nelle sale cinematografiche britanniche nel febbraio 1914.
Fu distrutto nel 1924 dallo stesso produttore, Cecil M. Hepworth. Fallito, in gravissime difficoltà finanziarie, Hepworth pensò in questo modo di poter almeno recuperare il nitrato d'argento della pellicola.